# Iglesia y Cementerio de Nuestra Señora de la Luz
La Iglesia y Cementerio de Nuestra Señora de la Luz (en inglés: Nuestra Senora de Luz Church and Cemetery, también conocida como Iglesia de Canoncito) es una iglesia histórica que fue construida a cerca de 13 kilómetros al sureste de la ciudad de Santa Fe, al norte de la I-25 en el tramo frente a Canoncito, Nuevo México, en los Estados Unidos.
Fue construida en 1880 y fue agregada al Registro Nacional de sitios históricos de Estados Unidos en 1995.